# جان روپرت فرث
جان روپرت فرث (۱۷ ژوئن ۱۸۹۰ در کیلی، یورک‌شر، بریتانیا – ۱۴ دسامبر ۱۹۶۰ در ساسکس غربی، بریتانیا) معروف به جی. آر. فرث، زبان‌شناس انگلیسی بود. او از سال ۱۹۱۹ تا ۱۹۲۸ در دانشگاه پنجاب استاد زبان انگلیسی بود. پس از آن مدتی در گروه آواشناسی کالج دانشگاهی لندن کار می‌کرد و سپس به دانشکده مطالعات شرق و آفریقا رفت و در آنجا زبان‌شناسی عمومی درس می‌داد که این کار تا زمان بازنشستگی‌اش در سال ۱۹۵۶ ادامه یافت.